# Lijst van rijksmonumenten in Ameide
De plaats Ameide telt 47 inschrijvingen in het rijksmonumentenregister. Hieronder een overzicht.
| Object | Oorspronkelijke functie?  | Bouwjaar                       | Architect | Locatie               | Coördinaten?                  | Nr.?   | Afbeelding        |
| --- | ------------------------- | ------------------------------ | --------- | --------------------- | ----------------------------- | ------ | ----------------- |
| Woonhuis | Werk-woonhuis             | eerste helft 19e eeuw          |           | Benedendamsestraat 3  | 51° 57' 27" NB, 4° 57' 47" OL | 7557   | Meer afbeeldingen |
| Achterhuis onder hoog rieten dak met dakvensters                                                                                     | Boerderij                 |                                |           | Benedendamsestraat 9  | 51° 57' 27" NB, 4° 57' 47" OL | 7558   | Meer afbeeldingen |
| Schuur onder hoog rieten dak met dakvenster                                                                                          | Boerderij                 |                                |           | Benedendamsestraat 11 | 51° 57' 27" NB, 4° 57' 48" OL | 7559   | Meer afbeeldingen |
| Raadhuis | Bestuursgebouw en onderdl | 1644                           |           | Dam 1                 | 51° 57' 29" NB, 4° 57' 45" OL | 7560   | Meer afbeeldingen |
| Woonhuis met puntgevel bekleed met machinale steen                                                                                   | Werk-woonhuis             | laatste kwart 19e eeuw         |           | Dam 2                 | 51° 57' 29" NB, 4° 57' 46" OL | 7561   | Meer afbeeldingen |
| Woonhuis met ingezwenkte lijstgevel                                                                                                  | Onderdeel woningen e.d.   | eerste helft 19e eeuw          |           | Dam 3                 | 51° 57' 29" NB, 4° 57' 46" OL | 7562   | Meer afbeeldingen |
| Huis met lijstgevel en schilddak met dakvenster                                                                                      | Werk-woonhuis             | eerste helft 19e eeuw          |           | Dam 4                 | 51° 57' 28" NB, 4° 57' 46" OL | 7563   | Meer afbeeldingen |
| Huis met lijstgevel en schilddak met dakvenster                                                                                      | Werk-woonhuis             | eerste helft 19e eeuw          |           | Dam 5                 | 51° 57' 28" NB, 4° 57' 46" OL | 7564   | Meer afbeeldingen |
| Huis van parterre, verdieping en zolderverdieping, gedekt door een zadeldak                                                          | Woonhuis                  | 1681                           |           | Dam 8                 | 51° 57' 28" NB, 4° 57' 46" OL | 7565   | Meer afbeeldingen |
| Hoekpand | Werk-woonhuis             | ca. 1800                       |           | Dam 9                 | 51° 57' 28" NB, 4° 57' 45" OL | 7566   | Meer afbeeldingen |
| Woonhuis met zadeldak, waarin dakvenster met vleugelstukken                                                                          | Werk-woonhuis             | ca. 1800                       |           | Dam 11                | 51° 57' 28" NB, 4° 57' 44" OL | 7567   | Meer afbeeldingen |
| Hoekhuis | Woonhuis                  | 17e/18e eeuw                   |           | Fransestraat 12       | 51° 57' 28" NB, 4° 57' 41" OL | 7568   | Meer afbeeldingen |
| Hoekpand | Woonhuis                  | 17e eeuw                       |           | Kerkstraat 2          | 51° 57' 28" NB, 4° 57' 45" OL | 7569   | Meer afbeeldingen |
| Woonhuis van parterre en verdieping onder hoog zadeldak                                                                              | Werk-woonhuis             | 18e eeuw                       |           | Kerkstraat 4          | 51° 57' 27" NB, 4° 57' 44" OL | 7570   | Meer afbeeldingen |
| Hervormde kerk | Kerk en kerkonderdeel     | 15e eeuw (ingebruikname)       |           | Kerkstraat 10         | 51° 57' 26" NB, 4° 57' 44" OL | 7571   | Meer afbeeldingen |
| Eenvoudig dwarshuis met gepleisterde gevel                                                                                           | Woonhuis                  | 18e eeuw                       |           | Nieuwstraat 1         | 51° 57' 28" NB, 4° 57' 41" OL | 7572   | Meer afbeeldingen |
| Eenvoudig dwarshuis alleen begane grond                                                                                              | Woonhuis                  | 18e eeuw                       |           | Nieuwstraat 3         | 51° 57' 28" NB, 4° 57' 41" OL | 7573   | Meer afbeeldingen |
| Woonhuis met eenvoudige puntgevel | Woonhuis                  | laatste helft 19e eeuw         |           | Nieuwstraat 4         | 51° 57' 28" NB, 4° 57' 42" OL | 7574   | Meer afbeeldingen |
| Woonhuis alleen begane grond, met hoog zadeldak tussen puntgevels met vlechtingen en twee dakvensters                                | Woonhuis                  | 18e eeuw                       |           | Nieuwstraat 5         | 51° 57' 28" NB, 4° 57' 41" OL | 7575   | Meer afbeeldingen |
| Woonhuis met ingezwenkte lijstgevel in machinale steen                                                                               | Werk-woonhuis             | derde kwart 19e eeuw           |           | Nieuwstraat 6         | 51° 57' 29" NB, 4° 57' 42" OL | 7576   | Meer afbeeldingen |
| Gepleisterde lijstgevel voor dwarshuis onder hoog schilddak                                                                          | Onderdeel woningen e.d.   | 18e eeuw                       |           | Nieuwstraat 8         | 51° 57' 29" NB, 4° 57' 42" OL | 7577   | Meer afbeeldingen |
| Gepleisterde lijstgevel voor dwarshuis onder hoog schilddak                                                                          | Onderdeel woningen e.d.   | 18e eeuw                       |           | Nieuwstraat 10        | 51° 57' 29" NB, 4° 57' 42" OL | 7578   | Meer afbeeldingen |
| Pakhuis met puntgevel, waarin vlechtingen                                                                                            | Opslag                    | 18e eeuw                       |           | Nieuwstraat 11        | 51° 57' 29" NB, 4° 57' 40" OL | 7579   | Meer afbeeldingen |
| Pakhuis met hoge puntgevel en zadeldak                                                                                               | Opslag                    | mogelijk 18e eeuw              |           | Nieuwstraat 12        | 51° 57' 29" NB, 4° 57' 42" OL | 7580   | Meer afbeeldingen |
| Pakhuis met hoge puntgevel met vlechtingen en hoog zadeldak                                                                          | Opslag                    |                                |           | Nieuwstraat 14        | 51° 57' 29" NB, 4° 57' 42" OL | 7581   | Meer afbeeldingen |
| Woonhuis met gepleisterde lijstgevel (oorspronkelijk topgevel)                                                                       | Woonhuis                  | 18e eeuw                       |           | Nieuwstraat 16        | 51° 57' 29" NB, 4° 57' 42" OL | 7582   | Meer afbeeldingen |
| Woonhuis, in gebruik als brandweerkazerne                                                                                            | Onderdeel woningen e.d.   |                                |           | Nieuwstraat 18        | 51° 57' 30" NB, 4° 57' 41" OL | 7583   | Meer afbeeldingen |
| Woonhuis bestaande uit parterre en zolderverdieping met hoog zadeldak                                                                | Woonhuis                  | 1875-1899                      |           | Nieuwstraat 19        | 51° 57' 29" NB, 4° 57' 40" OL | 7584   | Meer afbeeldingen |
| Woonhuis van alleen begane grond met hoog zadeldak waarin twee dakvensters                                                           | Woonhuis                  |                                |           | Nieuwstraat 20        | 51° 57' 30" NB, 4° 57' 41" OL | 7585   | Meer afbeeldingen |
| Woonhuis van alleen begane grond met hoog zadeldak, waarin twee dakvensters                                                          | Woonhuis                  |                                |           | Nieuwstraat 22        | 51° 57' 30" NB, 4° 57' 41" OL | 7586   | Meer afbeeldingen |
| Woonhuis met ingezwenkte lijstgevel in machinale steen                                                                               | Woonhuis                  | derde kwart 19e eeuw           |           | Nieuwstraat 26        | 51° 57' 31" NB, 4° 57' 41" OL | 7587   | Meer afbeeldingen |
| Hoekpand met hoog zadeldak en gepleisterde lijstgevel                                                                                | Woonhuis                  | mogelijk eerste helft 19e eeuw |           | Nieuwstraat 30        | 51° 57' 31" NB, 4° 57' 41" OL | 7588   | Meer afbeeldingen |
| Boerderij met gewitte gevel en hoog, met riet gedekt zadeldak                                                                        | Boerderij                 | 17e eeuw                       |           | Prinsengracht 26      | 51° 57' 21" NB, 4° 57' 47" OL | 7589   | Meer afbeeldingen |
| Huis met tuitgevel met driehoekig fronton als bekroning                                                                              | Handel en kantoor         | 17e of begin 18e eeuw          |           | Voorstraat 2          | 51° 57' 29" NB, 4° 57' 44" OL | 7590   | Meer afbeeldingen |
| Woonhuis van parterre en verdieping met schilddak                                                                                    | Woonhuis                  | 17e eeuw                       |           | Voorstraat 3          | 51° 57' 29" NB, 4° 57' 44" OL | 7591   | Meer afbeeldingen |
| Huis met lijstgevel | Woonhuis                  | ca. 1800                       |           | Voorstraat 4          | 51° 57' 29" NB, 4° 57' 44" OL | 7592   | Meer afbeeldingen |
| Ambachtshuis van de Alblasserwaard                                                                                                   | Woonhuis                  | 1760                           |           | Voorstraat 5          | 51° 57' 29" NB, 4° 57' 44" OL | 7593   | Meer afbeeldingen |
| Woonhuis met hoog schilddak | Woonhuis                  |                                |           | Voorstraat 6          | 51° 57' 30" NB, 4° 57' 43" OL | 7594   | Meer afbeeldingen |
| Huis van parterre en verdieping, zes vensterassen breed, onder hoog zadeldak, waarin twee dakvensters met vleugelstukken en frontons | Woonhuis                  |                                |           | Voorstraat 7          | 51° 57' 30" NB, 4° 57' 43" OL | 7595   | Meer afbeeldingen |
| Huis van parterre en verdieping met hoog schilddak, waarin dakvenster met vleugelstukken en fronton                                  | Woonhuis                  | ca. 1800                       |           | Voorstraat 8          | 51° 57' 30" NB, 4° 57' 43" OL | 7596   | Meer afbeeldingen |
| Huis bestaande uit souterrain, parterre en verdieping met schilddak, waarin dakvenster met fronton                                   | Woonhuis                  | eerste helft 19e eeuw          |           | Voorstraat 9          | 51° 57' 31" NB, 4° 57' 43" OL | 7597   | Meer afbeeldingen |
| Huis van parterre en verdieping, afgeknot schilddak, waarin dakvenster met vleugelstukken                                            | Woonhuis                  | eerste helft 19e eeuw          |           | Voorstraat 10         | 51° 57' 31" NB, 4° 57' 43" OL | 7598   | Meer afbeeldingen |
| Kooikerhuisje onder rieten zadeldak                                                                                                  | Woonhuis                  | eerste helft 19e eeuw          |           | Zouwendijk 15         | 51° 57' 8" NB, 4° 58' 43" OL  | 7599   | Meer afbeeldingen |
| Boerderij | Boerderij                 | 1843                           |           | Hogewaard 4           | 51° 57' 19" NB, 4° 57' 34" OL | 515480 | Meer afbeeldingen |
| Wagenschuur | Boerderij                 | 1843                           |           | Hogewaard 4           | 51° 57' 19" NB, 4° 57' 34" OL | 515481 | Meer afbeeldingen |
| Schuur | Boerderij                 | 1909                           |           | Hogewaard 4           | 51° 57' 19" NB, 4° 57' 34" OL | 515482 | Meer afbeeldingen |
| Overtuin | Boerderij                 | 1843                           |           | Hogewaard 4           | 51° 57' 19" NB, 4° 57' 38" OL | 515483 | Meer afbeeldingen |
| Transformatorhuisje | Nutsbedrijf               | 1922                           |           | Lekdijk bij 15        | 51° 57' 25" NB, 4° 58' 2" OL  | 515484 | Meer afbeeldingen |